# Pogoniulus coryphaeus
El barbudito coronado o gitano verde occidental (Pogoniulus coryphaeus) es una especie de ave de la familia de los barbudos africanos (Lybiidae. Se encuentra en Angola, Camerún, República Democrática del Congo, Nigeria, Ruanda y Uganda.